# Ilhéus do Rombo

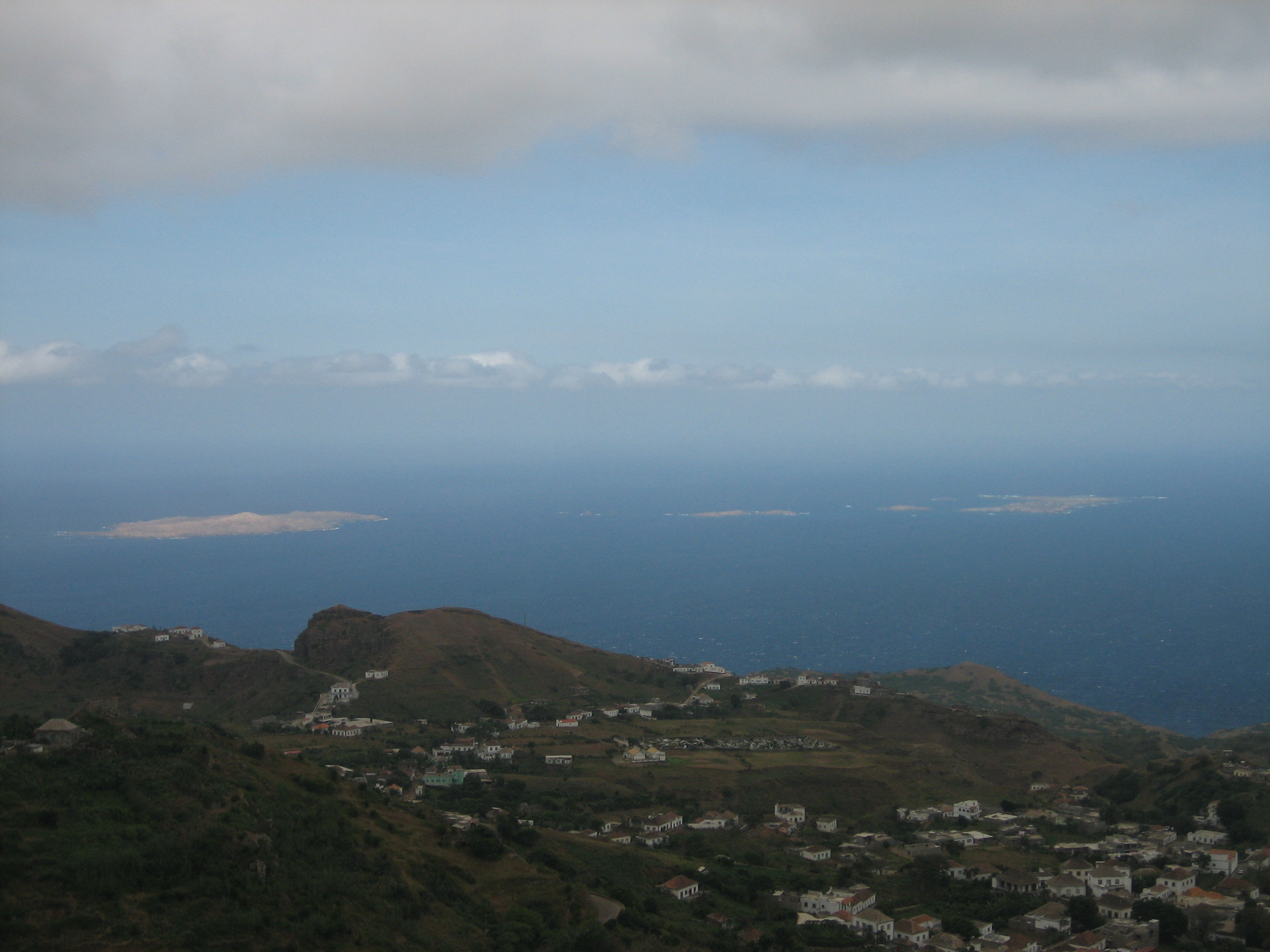
Die Ilhéus do Rombo von der Insel Brava aus gesehen mit Teilen der Stadt Vila Nova Sintra im Vordergrund. Von links (West) nach rechts (Ost): Ilhéu Grande, Ilhéu Luís Carneiro, Ilhéu Sapado, Ilhéu do Rei und Ilhéu de Cima

Die Inselgruppe Ilhéus do Rombo (auch Ilhéus Secos) ist Teil der Südgruppe (Ilhas de Sotavento) der Kapverdischen Inseln. Die kleine Inselgruppe liegt wenige Kilometer westlich vor Fogo und nur 6 km nordöstlich vor Brava, der kleinsten bewohnten Insel Kap Verdes.
Zu den Ilhéus do Rombo zählen die beiden etwas größeren Inselchen Ilhéu Grande (3 km²) und Ilhéu de Cima (1,5 km²) sowie drei wesentlich kleinere Eilande (Ilhéu do Rei, Ilhéu Sapado, Ilhéu Luís Carneiro) mit einer Gesamtfläche von etwa 0,25 km². Hinzu kommen zahlreiche einzeln stehende Felssäulen vor und zwischen den Inseln, die insbesondere das Anlegen per Schiff erschweren. Die größeren von ihnen haben Eigennamen.
Alle Inseln der Ilhéus do Rombo sind unbewohnt und vegetationsarm. Insbesondere die beiden größten der Ilhéus weisen schöne Sandstrände auf, die gelegentlich von Badetouristen genutzt werden.